# José María Covarrubias y Mejía
José María Covarrubias y Mejía (Querétaro, Querétaro, 20 de enero de 1826 - 5 de diciembre de 1867) fue un obispo católico mexicano que fue nombrado obispo de Oaxaca en 1861 por el papa Pío IX, pero debido a las circunstancias políticas de México pudo ser instalado hasta 1865 en su diócesis durante el Segundo imperio. Después del triunfo definitivo de la república fue desterrado y falleció prematuramente a la edad de 41 años.